# Ойтуз (Бакеу)
Ойтуз (рум. Oituz) — село у повіті Бакеу в Румунії. Адміністративний центр комуни Ойтуз.
Село розташоване на відстані 200 км на північ від Бухареста, 46 км на південний захід від Бакеу, 129 км на південний захід від Ясс, 139 км на північний захід від Галаца, 99 км на північний схід від Брашова.

## Населення
За даними перепису населення 2002 року у селі проживали 6703 особи. Рідною мовою 6698 осіб (99,9%) назвали румунську.
Національний склад населення села:
| Національність | Кількість осіб | Відсоток |
| -------------- | -------------- | -------- |
| румуни         | 6692           | 99,8%    |
| угорці         | 9              | 0,1%     |